# Dirty John - La sporca verità
Dirty John - La sporca verità (Dirty John, The Dirty Truth) è un film documentario del 2019 diretto da Sara Mast.
Il docu-film è incentrato sulla vita del criminale John Meehan. In Italia l'opera è stata distribuita dalla piattaforma di streaming Netflix.

## Trama
Intervistando ex fidanzate, ex-mogli, i loro parenti e suoi conoscenti viene ricostruita la vita del pericoloso predatore seriale John Meehan. L'opera svela come John, già da bambino, imparò a manipolare le persone e di come utilizzò questa abilità per fidanzarsi/sposarsi con molte donne (nascondendogli i suoi trascorsi penali) al fine di ottenere denaro da loro; in parallelo viene mostrata anche la sua forte dipendenze da stupefacenti e gli svariati escamotage per procurarseli.

## Produzione
Il film ha goduto di un budget di circa 2 milioni di dollari americani.